# Institutum Studiorum Humanitatis - Fakulteta za podiplomski humanistični študij, Ljubljana
Institutum Studiorum Humanitatis - Fakulteta za podiplomski humanistični študij, Ljubljana je samostojni visokošolski zavod, ki je bil ustanovljen 24. novembra 1955. Nahaja se na Kardeljevi ploščadi 1 (Ljubljana).